# Pasul Predeal
Pasul Predeal (cunoscut înainte de 1918 ca Pasul Timiș), este o trecătoare situată la limita dintre grupa sudică a Carpaților Orientali și cea estică a Carpaților Meridionali la o altitudine de 1033 m, care face legătura dintre Depresiunea Brașovului (prin valea Timișului) și sudul României prin valea Prahovei.

## Date geografice
Trecătoarea este situată pe axa NNE → SSV, la nivelul scurtei porțiuni de contact dintre Masivul Postăvarul și Munții Baiului (Gârbovei), aflată între văile Râșnoavei (la SSV) și Timișului Sec de Sus (la NNE). Prin aceste văi zona intră în contact – spre NNE cu Masivul Piatra Mare, respectiv spre SSE cu Masivul Bucegi. La vest se află Culmea Fitifoiului (din Masivul Postăvarul), iar la est Muchia Susai (din Munții Baiului).
Pasul este parcurs de Drumului național 1, suprapus peste un segment al Drumului European E 60 și este inclus în arealul orașului Predeal. 
Pe aici trece și Magistrala CFR 300, cea mai apropiată gară fiind chiar cea din Predeal. Cele mai apropiate aeroporturi se află București respectiv Sibiu.
În apropiere se găsesc spre est respectiv vest, pasurile Predeluș și Giuvala (Bran).

## Istorie
La început drumul Predealului a fost un drum mai puțin utilizat, accesibil numai convoaielor de samare.
Pasul, este menționat pentru prima oară în anul 1358, când regele Ludovic I al Ungariei acordă negustorilor sași din Brașov „liberă trecere” de la gura de vărsare a Ialomiței până la vărsarea Siretului în Dunăre. Prima folosire – atestată a pasului Predeal, pare să fi avut loc în anul 1611, când oastea munteană de sub conducerea domnitorului Radu Șerban trece spre Ardeal, venind în sprijinul negustoriilor brașoveni prigoniți de Gabriel Bathory, principele Ardealului. Până în anul 1739, calea de la Timiș peste Predeal spre Comarnic era numai o potecă cu locuri de popas pentru negustori.
Drumul a fost lărgit și a devenit accesibil carelor cu ocazia războiului ruso-turco-austriac din (1736 – 1739).,  , iar în 1789, cu ocazia unui alt război, a fost prevăzut cu poduri de lemn. După ce în 1790 ia ființă un serviciu poștal pe valea Prahovei, cu local și la Predeal, în 1794  Tratatul turco-austriac asigură Predealului un rol însemnat, ca punct de trecere. Între 1846 (la porunca lui Bibescu-Vodă) și 1854 se construiește o șosea, iar între 1876-1879 este construită calea ferată, a cărei joncțiune cu sectorul austriac se realizează în 1882. Electrificarea căii ferate se produce în 1963.
De Pasul Predeal sunt legate câteva momente semnificative din istoria modernă și contemporană a României: 
- Astfel, în perioada 12 - 23 octombrie 1916 a avut aici loc „Bătălia de la Predeal”, de străpungere de către armatele Puterilor Centrale a apărării românești a trecătorii, în Primul Război Mondial.[9]
- După Lovitura de stat de la 23 august 1944, pentru că reprezenta o cale de aprovizionare și retragere a trupelor germane, pe data de 25 august trecătoarea a fost asigurată de Divizia 1 de vânători de munte[necesită citare]
- În perioada 1960-1963 linia Brașov - Predeal a fost prima[necesită citare] linie electrificată a Căilor Ferate Române.

## Obiective turistice de interes
- Canionul Șapte Scări – defileu săpat în calcare jurasice din partea vestică a munților Piatra Mare
- Mănăstirea Predeal
- Mânăstirea romano-catolică din Timișul de Jos
- Cheile Râșnoavei – aflate în apropierea drumului spre Râșnov